# Джексон, Фрутленд
Фрутленд Джексон (англ. Fruteland Jackson); 9 июня 1953, Додсвилл, Миссисипи, США — американский блюзовый певец, гитарист и автор песен. Номинант Blues Music Awards в номинациях «Альбом акустического блюза» (2004, 2008, 2020), «Исполнитель акустического блюза» (2008, 2020)  .

## Биография
Фрутленд Джексон родился в Додсвилле, штат Миссисипи, в семье страхового андеррайтера, четвёртым ребёнком из шести, и переехал с семьей в Чикаго в 1960-х годах. Отец работал в компании North Carolina Mutual Insurance Company, а мать работала медсестрой в чикагской больнице округа Кук. Свою первую гитару он получил в подарок от дяди Вудро «Дика» Чендлера, известного местного гитариста в Инвернессе, штат Миссисипи, когда ему было 12 лет. Играл в школьной группе, затем он поступил в Колумбийский колледж в Чикаго на факультет исполнительских искусств (театр и музыка), а затем в Чикагский университет Рузвельта, где изучал вокал. В это время этого Джексон женился,  работал частным детективом, затем в Департаменте по правам человека штата Иллинойс. К середине 1980-х годов Джексон переехал в Билокси, штат Миссисипи, где создал оптовый бизнес по продаже морепродуктов Camel Seafood Company, который был разрушен в 1985 году ураганом Елена. Под влиянием Уильяма Р. Ферриса, американского писателя и учёного, исследователя южного фольклора, погрузился в изучение блюза, начал изучать музыку Джонни Шайнса , Хаулина Вулфа, Мадди Уотерса и ранние песни Роберта Джонсона, намереваясь работать педагогом, активистом и музыкантом. Джексон вернулся в Чикаго, стал работать в компании McDonnel-Douglas и работал там до 1991 года. 
Джексон начал выступать, в частности на Чикагском фестивале блюза, выступал с такими грандами акустического блюза, как Ханибой Эдвардс, Генри Таунсенд, Хоумсик Джеймс , но в большей степени был занят преподаванием в школах по всем Соединённым Штатам, знакомя детей с блюзовой музыкой. Он сотрудничал с Фондом блюза над созданием учебной программы под названием «Всё о блюзе». В 1996 году Совет по делам искусств Иллинойса вручил ему премию Folk/Ethnic Heritage Award, а Фонд блюза в 1997 году назвал Джексона лауреатом премии Keeping the Blues Alive Award в номинации «Образование». В 1999 году он опубликовал образовательную книгу «Guitar Roots: Delta Blues – The Origins of Great Guitar Game»; также он написал одноактную пьесу под названием «Жизнь и времена Роберта Джонсона». Также выпускает обучающие DVD и CD. 
В 1993 году выпустил альбом на кассете под названием Being Free и затем ещё несколько самостоятельно изданных релизов . В 1999 году Джексон подписал контракт со звукозаписывающей компанией Electro-Fi Records. Дебютный альбом на этом лейбле I Claim Nothing But the Blues вышел в 2000 году, затем в 2003 году последовал второй альбом Blues 2.0. В 2004 году второй альбом был номинирован на премию WC Handy Award в номинации «Лучший альбом акустического блюза». Журнал Blues Revue назвал его «одним из лучших блюзовых альбомов этого молодого десятилетия». Blues in Britain назвал Blues 2.0 «незаменимой покупкой для всех любителей качественного блюза». Следующим альбомом Джексона, выпущенным в 2006 году, был Tell Me What You Say и последний альбом Джексона вышел только через 13 лет под названием Good As Your Last Dollar в 2019 году. 
Живёт в Чикаго. 
«Фрутленд Джексон — один из немногих американских артистов, посвятивших себя исполнению и сохранению акустического блюза в различных его стилях, как традиционных, так и современных, от полевых холлеров и рабочих песен до стилей Дельты и Пьемонта» .
Генри «Мул» Таунсенд: «Моё уважение к Фрутленду Джексону очень велико. Он и мой сын Элвин Янгблад Харт — это будущее звучания настоящего акустического блюза» . 
Билли Бой Арнольд: «Он молодой парень, подающий надежды традиционный гитарист, который говорит со своим поколением своими словами» .

## Дискография
| Год  | Название                                        | Лейбл              |
| ---- | ----------------------------------------------- | ------------------ |
| 1994 | Being Free                                      | IT Records         |
| 1994 | Fruteland Jackson Plays Robert Johnson And More | IT Records         |
| 1996 | Fruteland Jackson…Is All I Crave                | IT Records         |
| 2000 | I Claim Nothing But the Blues                   | Electro-Fi Records |
| 2003 | Blues 2.0                                       | Electro-Fi Records |
| 2006 | Tell Me What You Say                            | Electro-Fi Records |
| 2019 | Good As Your Last Dollar                        | Electro-Fi Records |